# Эрланг
Эрланг (обозначение Эрл) — безразмерная единица интенсивности нагрузки (чаще всего телефонной нагрузки) или единица нагрузки, используемая для выражения величины нагрузки, требуемой для поддержания занятости одного устройства в течение определённого периода времени.
1 эрланг (1 Эрл) — соответствует непрерывному использованию одного голосового канала в течение 1 часа, если измерение проводилось 1 час. То есть если абонент проговорил с другим абонентом в течение одного часа, то на телекоммуникационном оборудовании была создана нагрузка в один эрланг. Однако, если две пары абонентов последовательно проговорили друг с другом каждые в течение одного часа, то нагрузка на оборудовании была равна также один эрланг.
Оценка телекоммуникационного трафика в эрлангах позволяет вычислить количество необходимых каналов в конкретной зоне (области, базовой станции).
Эрланг используется операторами связи для учёта пропускной способности при транзите трафика, так как телефонная нагрузка — это случайная величина, которая определяется количеством поступивших вызовов за единицу времени и временем обслуживания абонента.
Интенсивность нагрузки является произведением матожидания числа вызовов за единицу времени на среднее время обслуживания вызова; эта интенсивность и измеряется в эрлангах.
Единица названа в честь датского математика и инженера Агнера Крарупа Эрланга, который предложил использовать математический анализ для учёта телефонной нагрузки. Агнер Эрланг проводил анализ работы местной телефонной станции одной деревни, жители которой пытались установить соединение с абонентами других населённых пунктов. В 1909 году им была опубликована работа «Теория вероятностей и телефонные разговоры», в результате чего метод и стал популярным.